# ماکس پاپیس
ماسیمیلانو «ماکس» پاپیس (ایتالیایی: Massimiliano "Max" Papis؛ زادهٔ ۳ اوت ۱۹۶۹ در کومو) رانندهٔ مسابقات اتومبیل‌رانی اهل ایتالیا است که در فصل ۱۹۹۵ در مجموع در هفت گراند پری از مسابقات جهانی فرمول یک شرکت کرد، اما موفق به کسب هیچ امتیازی نشد.